# Hemitheconyx caudicinctus
El gecko africano de cola gorda (Hemitheconyx caudicinctus) es una especie de reptil de la familia Eublepharidae.